# Giovanni Giustiniani

Blazonul familiei Giustiniani

Giovanni Giustiniani Longo (cunoscut îndeosebi sub numele de Giovanni Giustiniani; n. 1418, Genova, Republica Genova – d. 1 iunie 1453, Insula Chios, Administrația descentralizată a Mării Egee⁠⁠(d), Grecia) a fost un nobil și condotier genovez. Podestat în Caffa, a participat la apărarea Constantinopolului împotriva asaltului otoman decisiv din 1453, murind la trei zile după Căderea Constantinopolului din cauza rănilor suferite în timpul luptei.